# 榮光郡
榮光郡（：／ Yŏnggwang gun */?）是朝鮮民主主義人民共和國咸鏡南道南部的一個郡。西臨平安南道，城川江流經。面積769.6平方公 里，2008年人口103,532人。下分1邑、1勞動者區、24里。
1952年設五老郡（오로군）。1981年改名。